# Kočín-Lančár
Kočín-Lančár és un poble i municipi d'Eslovàquia que es troba a la regió de Trnava, a l'oest del país. La primera menció escrita de la vila es remunta al 1262.

## Demografia
| Godina             | 1994 | 2004   | 2014   | 2024   |
| ------------------ | ---- | ------ | ------ | ------ |
| Nombre de persones | 542  | 521    | 525    | 503    |
| Diferència         |      | −3,87% | +0,76% | −4,19% |

| Godina             | 2023 | 2024 |
| ------------------ | ---- | ---- |
| Nombre de persones | 503  | 503  |
| Diferència         |      | +0%  |